# Eurhopalothrix chapmani
Eurhopalothrix chapmani är en myrart som beskrevs av Taylor 1990. Eurhopalothrix chapmani ingår i släktet Eurhopalothrix och familjen myror. Inga underarter finns listade i Catalogue of Life.